# Balvansko plezanje
Balvansko plezanje ali balvaniranje, slengovsko tudi bolderiranje (iz angl. izraza bouldering), je plezanje brez vrvi na balvane, ki praviloma niso višji od doskočne višine, zato pri padcih navadno ne pride do resnih poškodb. Balvansko plezanje se običajno izvaja na velikih balvanih, umetnih balvanih, izvajajo pa ga tudi na večjih stenah ali celo stavbah.

## Osnove balvanskega plezanja
Balvansko plezanje je plezalni slog, kjer je poudarjena moč ter dinamika gibanja in ne toliko vzdržljivost, značilna za športno plezanje. Pri balvaniranju se plezalec osredotoča predvsem na posamezne gibe ali pa na kratka zaporedja gibov. Balvanske smeri imenujejo problemi, ker je narava balvanskega plezanja pogosto kratka, nenavadna in podobna reševanju problema. Včasih ti problemi vključujejo tudi nekatere umetne omejitve ali zaporedja gibov, kjer so oprimki »izven meja«.
Da bi zmanjšali možnost poškodbe pri padcu, se plezalci redko povzpnejo višje od 3-5 metrov. Plezanje nad 7 metri nad tlemi običajno označujejo kot prosto soliranje, čeprav take vzpone lahko označijo tudi kot high-ball balvanske probleme. Za varovanje plezalci uporabljajo posebne blazine, imenovane crash pad, ki ublažijo sile ob padcu. Po navadi plezalca varuje tudi varujoči; njihova naloga je, s pomočjo rok, usmeriti morebiten padec na blazino.
Balvansko plezanje postaja vedno bolj priljubljeno; nekatere telovadnice imajo posebne stene za balvaniranje, v tujini pa se pojavljajo tudi plezalne telovadnice, namenjene izključno balvanskemu plezanju. Tega športa se dandanes lotevajo tako otroci kot tudi odrasli. Nekatere študije so pokazale, da mladi plezalci, zaradi svojih mladostniških pomanjkljivosti (višina in moč), razvijejo celo boljše veščine kot odrasli.

## Oprema
Ena izmed glavnih privlačnosti balvaniranja so relativno pičle zahteve za opremo. Nič nenavadnega ni, če opazimo balvanske plezalce, ki imajo le čevlje, vrečko za magnezijo ter majhen predpražnik, na katerem si obrišejo stopala. Čeprav za balvaniranje ne rabimo nič, splošna oprema vključuje:
- magnezijo v prahu, ki preprečuje potenje rok.
- žimnici podobno blazino, imenovano crash-pad. To so po navadi debele, pravokotne, penaste blazine, oblečene v ovoj iz trpežnega blaga. Varovalci blazino razprejo na tleh pred balvanom, da prekrijejo neraven teren in ublažico plezalčev padec.
- plezalne čevlje za boljši oprijem.
- najlonske krtačke različnih velikosti za čiščenje oprimkov in odstranjevanje magnezije, ki se nabira na njih.
- medicinski lepilni trak za povijanje manjših ran in žuljev na rokah.
- oblačila običajno vključujejo kratko majico in kratke hlače, čeprav so uporabna vsa oblačila, ki so udobna in omogočajo neomejeno gibanje.

## Ocenjevanje
Tako kot pri drugih vrstah plezanja, se je tudi pri balvanskem plazanju razvil samosvoj ocenjevalni sistem namenjen primerjavi težavnosti vzponov. Najbolj pogosta sistema sta Fontainebleaujska lestvica (od 1 do trenutne 9A) in Shermanova V-lestvica (od V0 do trenutne V17). Obe lestvici sta navzgor odprti, zato se zgornja stopnja teh lestvic nenehno veča, ko plezalci premagujejo vedno težje probleme.

## Zgodovina
Dokumentiran izvor balvanskega plezanja lahko najdemo v Angliji, Franciji in v Italiji v zadnji četrtini 19. stoletja. Takrat so Britanci skovali besedo bouldering («balvaniranje«). Mnogo let je balvaniranje veljalo predvsem kot trening za plezalce, čeprav so se med letoma 1930 in 1940 Pierre Allain in njegovi prijatelji ukvarjali z balvanskim plezanjem predvsem zaradi užitka. Naselje Fontainebleau imajo številni ljudje za Meko balvaniranja. Prvi plezalec, ki se je v 1950 letih specializiral v balvaniranju in ki je to disciplino zagovarjal kot legitimen šport, je bil John Gill, amaterski telovadec, ki so mu bili izzivi in gibanje balvaniranja v užitek.

## Priljubljeni kraji za balvansko plezanje

### Tujina
V zadnjem času nastaja veliko novih območij z označenimi balvanskimi problemi. Najbolj znana so Fontainebleau (pri Parizu - Francija), Bishop (Kalifornija), Hueco Tanks (Teksas - ZDA), Hampi (Indija), Stanage (Združeno kraljestvo)...

### Slovenija
Nekaj takih območij je tudi v Sloveniji: Trenta, Podljubelj...